# Système de classification informatique de l'ACM
 (signalé en juillet 2025).
Si vous disposez d'ouvrages ou d'articles de référence ou si vous connaissez des sites web de qualité traitant du thème abordé ici, merci de compléter l'article en donnant les références utiles à sa vérifiabilité et en les liant à la section « Notes et références ».
- Archive Wikiwix
- Bing
- Cairn
- DuckDuckGo
- E. Universalis
- Gallica
- Google
- G. Books
- G. News
- G. Scholar
- Persée
- Qwant
- (zh) Baidu
- (ru) Yandex
- (wd) trouver des œuvres sur Wikidata

Le système de classification informatique de l'ACM est un système de classification des matières pour l'informatique réalisé par l'ACM qui est une organisation internationale et scientifique à but non lucratif. Le système est comparable à la classification mathématique par matières dans sa portée, ses objectifs et sa structure. Cette classification est utilisée par les différentes publications de l'ACM afin d'organiser les sujets par domaine.

## Histoire
Le système a connu sept révisions, la première version étant publiée en 1964 et des versions révisées apparaissant en 1982, 1983, 1987, 1991, 1998 et la version actuelle en 2012.